# Steele Hall

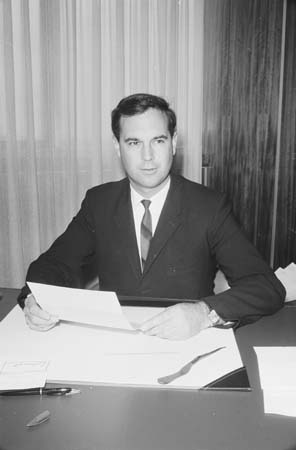
Steele Hall (1968)

Hon. Raymond Steele Hall (* 30. November 1928 in Balaklava, South Australia; † 10. Juni 2024) war ein australischer Politiker der Liberal and Country League, des Liberal Movement und zuletzt der Liberal Party of Australia, der unter anderem zwischen 1968 und 1970 Premierminister von South Australia war. Er war zudem zwischen 1974 und 1977 Mitglied des Bundessenats sowie zwischen 1981 und 1996 Mitglied des Repräsentantenhauses.

## Leben

### Abgeordneter, Parteivorsitzender und Premierminister von South Australia
Raymond Steele Hall war als Farmer tätig und wurde am 7. März 1959 für die Liberal Country League als Nachfolger seines Parteifreundes Rufus Goldney im Wahlkreis Gouger erstmals zum Mitglied der South Australian House of Assembly gewählt, des Unterhauses des Parlaments von South Australia. Er vertrat diesen Wahlkreis vierzehn Jahre lang bis zum 10. März 1973, woraufhin Keith Russack diesen Sitz einnahm. Des Weiteren fungierte er zwischen 1965 und 1966 als Opposition Whip und damit als Parlamentarischer Geschäftsführer der oppositionellen LCL-Fraktion. Als Nachfolger von Sir Thomas Playford IV wurde er am 13. Juli 1966 Vorsitzender der Liberal Country League und bekleidete diese Funktion bis zum 15. März 1972, woraufhin Bruce Eastick ihn ablöste. Als solcher war er zugleich zwischen dem 13. Juli 1966 und dem 16. April 1968 Oppositionsführer in der Legislativversammlung.

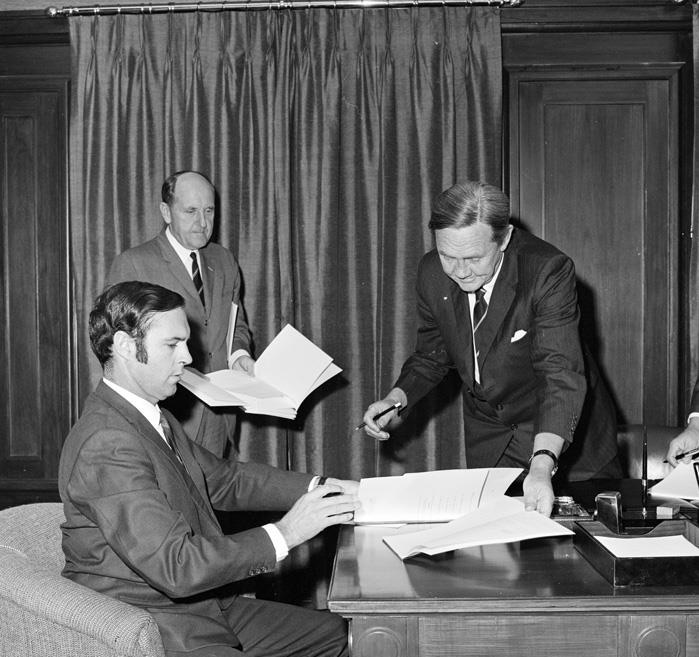
Hall (sitzend) bei der Premier’s Conference 1970 mit dem Premierminister Australiens, John Gorton

Bei den Wahlen am 2. März 1968 gewannen die Labour Party des bisherigen Premiers Don Dunstan und Halls Liberale jeweils 19 der 39 Sitze in der Legislativversammlung, allerdings erhielt Hall die Unterstützung des Parteilosen Tom Stott, so dass er am 17. April 1968 als Nachfolger Dunstans selbst Premierminister von South Australia wurde. Stott wurde daraufhin am 16. April 1968 erneut Sprecher der Legislativversammlung. In seiner Regierung fungierte Hall zwischen dem 24. April 1968 und dem 2. Juni 1970 auch als Minister für industrielle Entwicklung (Minister for Industrial Development) sowie zudem vom 2. März bis zum 2. Juni 1970 als Schatzminister (Treasurer). Das wichtigste politische Thema dieser Zeit war die Wahlreform: Die von der LCL unter den früheren Premiers Richard Layton Butler und Playford bewusst ungerechten Wahlgrenzen hatten vierzig Jahre lang Einfluss auf die Wahlergebnisse gehabt, und der Grad der Publizität und des Protests zu diesem Thema hatte in letzter Zeit erheblich zugenommen. Als eines der „progressiven“ Mitglieder der LCL führte Hall ein Gesetz ein, um das House of Assembly zu einem gerechteren Repräsentationssystem zu reformieren. Die internen Auswirkungen dieser aufopferungsvollen Tat auf die LCL waren schwerwiegend, da sie Halls Niederlage bei den nächsten Wahlen praktisch garantierte. Weitere wichtige Folgen von Halls Amtszeit waren in den Bereichen Sozialfürsorge, Angelegenheiten der Aborigines, Abtreibungsreform und Kunst zu sehen.
Die LCL verlor die Wahl am 30. Mai 1970 erwartungsgemäß gegen die australische Labour Party unter dem Vorsitzenden Don Dunstan, der daraufhin am 2. Juni 1970 als Premier seine zweite Regierung bildete. Hall wieder übernahm von Dunstan am 2. Juni 1970 wieder die Funktion als Oppositionsführer, die er bis zu seiner Ablösung durch Bruce Eastick am 15. März 1972 innehatte. Nachdem er daraufhin die Liberal and Country League verlassen, gründete er am 21. Februar 1972 das Liberal Movement (LM), deren Vorsitzender er bis zur Auflösung am 4. Juni 1976 blieb. Bei der Wahl am 10. März 1973 konnte er sich im Wahlkreis Goyder den bisherigen Wahlkreisinhaber der LCL, James Ferguson, durchsetzen und vertrat diesen Wahlkreis in der Legislativversammlung bis zu seinem Mandatsverzicht am 11. April 1974.

### Bundessenator und Mitglied des Repräsentantenhauses
Nach seinem Mandatsverzicht wurde Steele Hall für die Liberal Movement am 18. Mai 1974 als Nachfolger der Liberalen Nancy Buttfield für South Australia zum Mitglied des Bundessenats gewählt und gehörte diesem nach seiner Wiederwahl 1975 bis zu seinem Mandatsverzicht am 16. November 1997 an, woraufhin Janine Haines von den Australian Democrats dieses Mandat übernahm. Nach der Auslösung der Liberal Movement schloss er sich am 4. Juni 1976 der Liberal Party of Australia an. Nach seinem Ausscheiden aus dem Senat kandidierte er bei der Wahl am 10. Dezember 1977 im Wahlkreis Hawker für ein Mandat im Repräsentantenhaus, unterlag dabei jedoch dem Wahlkreisinhaber Ralph Jacobi von der Australian Labor Party.
Bei einer Nachwahl am 21. Februar 1981 wurde Hall für die Liberal Party nach dem Mandatsverzicht John McLeay Jr. im Wahlkreis Boothby erstmals zum Mitglied des Repräsentantenhauses gewählt und gehörte diesem nach seinen Wiederwahlen am 5. März 1983, 1. Dezember 1984, 11. Juli 1987, 24. März 1990 and 13. März 1993 bis zu seinem Mandatsverzicht am 29. Januar 1996 an, nachdem er auf eine erneute Kandidatur bei den Wahlen am 2. März 1996 verzichtet hatte.
Während dieser Zeit war er zwischen dem 16. März 1983 und dem 14. Dezember 1984 Mitglied des Schattenkabinetts der Liberal Party sowie zwischen dem 12. Mai 1983 und dem 26. Oktober 1984 stellvertretender Vorsitzender des Gemeinsamen Sonderausschusses des Parlaments für Wahlreformen. Ferner war er während seiner Parlamentszugehörigkeit Mitglied der Ständigen Ausschüsse des Repräsentantenhauses für Privilegien (11. Mai 1983 bis 26. Oktober 1984), für Finanzen und öffentliche Verwaltung (16. Mai 1990 bis 28. November 1991) beziehungsweise für Banken, Finanzen und öffentliche Verwaltung (28. November 1991 bis 28. Februar 1993), ehe er zuletzt zwischen dem 26. Mai 1993 und dem 29. Januar 1996 Mitglied des Ständigen Ausschusses für Veröffentlichungen war. Ferner gehörte er zwischen dem 11. und 26. Oktober 1984 dem Gemeinsamen Parlamentsausschuss an, der sich mit der Gründung des Bundeskriminalamtes NCA (National Crime Authority) befasste.

## Veröffentlichungen
- The politics of regional development, Liberal Party of Australia, Toowoomba 1972.
- A liberal awakening. The LM story, Investigator Press, Leabrook 1973.